# Ormetica xanthia
Ormetica xanthia là một loài bướm đêm thuộc phân họ Arctiinae, họ Erebidae.